# 颱風黛娜 (1968年)
颱風黛娜（英語：Typhoon Della）是1968年太平洋台风季中的其中一個热带气旋，風暴於9月17日在沖之鳥島東南偏南方附近海域形成，在9月25日消散，維持了約8日。黛娜先後影響美治琉球宮古島和日本九州地方，並再次為宮古島造成巨大破壞，經濟損失相當於當年美治琉球政府財政預算的百分之六左右。後來日本氣象廳因應宮古島災情，而為它命名為第三宮古島颱風，是為氣象廳十個命名颱風其中之一。

## 氣象歷史
黛娜於9月17日在沖之鳥島東南偏南方附近海域生成，其後向北轉西南偏南，再轉西北方向移動。22日午夜，黛娜行經宮古島，當時已達巔峰強度每秒55米、氣壓930百帕。黛娜之後開始減弱，經琉球群島轉向東北移動，到9月24日晚在鹿兒島縣串木野市（今市來串木野市）附近登陸，登陸時氣壓955百帕。登陸後由於地形和鋒面因素，黛娜急速減弱，聲勢不振。翌日先北上至佐賀縣小城市，再緩速南下到有明海海面，減弱為熱帶低氣壓，最後到27日遇上高氣壓南下，在長崎縣五島市男島西北方海上消散。

## 影響
黛娜為琉球群島、九州東部，四國南部和紀伊半島南部造成豪雨。根據日本氣象廳9月22日至27日的測量，三重縣尾鷲市因日本西部以南海域的活躍鋒面活動，以期間降水量1485毫米、最大日降水量806毫米（9月26日）遠遠拋離其他地區，鹿兒島縣上屋久町屋久島則以期間降水量為445毫米、最大日降水量308.5毫米（9月24日）屈居第二。風勢方面，以宮古島（最大風速每秒54.3米，最大瞬間風速每秒79.8米）和久米島（最大風速每秒43.7米，最大瞬間風速每秒62.4米）最為猛烈，其中前者的最大瞬間風速，直到現今仍維持日本觀測史上第四位，宮古島同時錄到當時最低海面氣壓942.5百帕。
總括當地災情，氣象廳公佈這場風災中有11人死亡、80人傷，另造成房屋損壞5,715棟、浸水15,322棟，風暴帶來的鹽風和漲潮同樣對鹿兒島縣造成災情。在琉球群島，暴風雨對房屋和農作物造成很大破壞，若果單計琉球的數字，房屋全倒有1,055棟、半倒有3,463棟，全均為暴風而引致，經濟損失為近752萬美元，相當於當年美治琉球政府財政預算的百分之六左右，不過因之前受兩年前的風暴蹂躪，部分房屋已重建成混凝土建築，災情不至於太嚴重。京都大學學者形容，宮古島在兩年內受到兩場強勁風暴來襲，實屬罕見，於是進行風暴數據和其破壞力調查，並於翌年發表。後來氣象廳因應宮古島災情，為此颱風命名為「第三宮古島颱風」，以此為名是相對於1959年宮古島颱風和1966年第二宮古島颱風而言。　
臺灣方面，交通部中央氣象局9月21日下午為此發佈海上颱風警報，翌日晚上解除，期間沒有災情報告。

## 參閱
- 1968年太平洋颱風季
- 颱風莎拉 (1959年)：同樣影響琉球的颱風，琉球氣象台為它命名為「宮古島颱風」，並獲日本氣象廳承認。
- 颱風柯娜 (1966年)：同樣影響琉球的颱風，日本氣象廳為它命名為「第二宮古島颱風」。

## 外部連結
- 日本氣象廳：第三宮古島台風 （页面存档备份，存于）
- 數碼颱風：颱風196816號 (DELLA) （页面存档备份，存于）